# Α-SMA
α-SMA（alpha smooth muscle actin，α平滑肌肌动蛋白，也称为“主动脉平滑肌肌动蛋白”，aortic smooth muscle actin，“α肌动蛋白2”，alpha-actin-2，缩写ACTA2）是一种细胞骨架蛋白，由人类基因 ACTA2 编码，组成微丝，与平滑肌的肌肉收缩相关，在所有哺乳动物中高度保守。化学式为：C1855H2903O566N493S21